# Celebophlebia
Celebophlebia es un género de libélulas de la familia Libellulidae. 
Las especies incluidas en el género son:
- Celebophlebia carolinae van Tol, 1987
- Celebophlebia dactylogastra Lieftinck, 1936